# Blaženi Paškal Fortuño i drugovi
Blaženi Paškal Fortuño i drugovi su četiri španjolska katolička mučenika ubijena od strane anarhokomunista za vrijeme Španjolskog crvenog terora. Blaženima ih je proglasio papa Ivan Pavao II. 11. ožujka 2001.
Uz oca Paškala Fortuñoa, u njih se ubrajaju:
- brat Salvador Mollar, ubijen 27. listopada 1936. u mjestu Picadero Paterna;
- don Placido Garcia, ubijen 16. kolovoza 1936. u Benitachellu i
- Alfredo Pellicer, tek zavjetovani klerik i student, ubijen 4. listopada 1936.

Spomendan im je 20. studenog.